# Anse-Rouge
Anse-Rouge (Haitianisch-Kreolisch: Ans Wouj) ist eine Gemeinde im Département Artibonite von Haiti.

## Geschichte
Die Regierung von Florvil Hyppolite gründete Anse-Rouge im Jahr 1889 als einen Stadtteil im Arrondissement Gonaïves.
Durch ein Gesetz vom 31. August 1948 wurde der Ort in der Regierungszeit von Dumarsais Estimé zur Gemeinde.

## Lage und Beschreibung
Neben dem Stadtzentrum Ville de L’Anse Rouge und dem Quartier Sources-Chaudes bestehen zwei ländliche Gemeindebezirke:
1. L’Arbre mit Bassin-Citron, Bassin-Long, Bois Blanc, Chapineau, Chauvelin, Chevalier, Colline Ti Jean, Deborde, Derrière Anse-Rouge, Derrière Fort, Derrière Port, Digoterie, Duverneuille, Forcéli, Galatas, Glacis, Grand-Boulaille, Grand-Diable, Grande-Ravine, Grand-Platon, Hatte-Chevalier, Homme-de-Paille, Lan Boucan, L’Arbre, La Rocou, Macapin, Maforouget, Magasin-Dégan, Mare-Milien, Mare-Zanglais, Marie-Rose, Marodia, Moule-à-Manchette, Nan Borrin, Nan Coton, Nan Dimanche, Nan Fort, Nan François, Nan Palmiste, Nan Papaye, Nan Piquant, Nan Rameau, Nan Saut, Nan Vincent, Nan Yosse, Petit-Paradis, Plaine-de-l’Arbre, Platon, Platon-de-Paille, Platon-Mabrasier, Platon-Tache, Raque-Lambert, Roche Rouge, Saline Grand-Port, Savane-Ragé, Sources-des-Barres, Terre-des-Nègres, Tête-Boeuf und  Zoranger sowie
2. Sources-Chaudes mit Baie-Bouvard, Barcadère, Barcadère-Trompe, Bassin-de-Curage, Biscagne, Bonnal, Bouvard, Cabanne-Boeuf, Carénage, Carrefour-Figuier, Casse-Noire, Coridon, Défilé, En Haut la Hatte, Grande-Fosse, Grande-Savane, Gros-Gaillac, Hatte-Dimanche, Hatte-Ti Louis, Jeantin, La Robe, Latanier, Magasins, Miguel, Mont-Bayard, Nan Galgal, Petit-Port-à-Piment, Platon-Rassemblé, Ramoneuse, Savane Figuier, Ti Saline und Vieille-Hatte.

Anse-Rouge liegt an der Küste des Golfe de la Gonâve. Die an der Küste verlaufende Route Départementale RD-102 verbindet die Gemeinde im Osten mit Gonaives und der Route Nationale RN-1 (52 Kilometer). Westlich sind es (59 Kilometer) zur Gemeinde Môle-Saint-Nicolas und der Windward-Passage.
Seit dem Jahr 2017 betreibt der Haiti Verein Liechtenstein ein Projekt, das der Rehabilitation und Aufrechterhaltung der 1998 von UNICEF gebauten Trinkwasserversorgung der Gemeinde dient.